# Ecco: The Tides of Time
Ecco: The Tides of Time (венг. Ecco: az idő árapálya — «Экко: Потоки времени»), в Японии известная как Ecco the Dolphin 2 (яп. エコー・ザ・ドルフィン２ Эко: дза Доруфин Цу:, «Дельфин Экко 2») — видеоигра, вторая из серии игр о дельфине Экко, изданная в 1994 году для платформы Sega Mega Drive/Sega Genesis венгерской компанией Novotrade International (ныне Appaloosa Interactive). Идея игры принадлежит Эду Аннузиата. Обложка игры оформлена художником Борисом Вальехо. С 2010 года игра доступна в составе сборника SEGA Mega Drive and Genesis Classics для платформ Linux, macOS, Windows, с 2018 — PlayStation 4, Xbox One и Nintendo Switch.
Система управления и высокий уровень сложности не изменились с первой игры серии. Был добавлен новый тип заданий, к примеру, следование за другим дельфином и псевдо-трёхмерные уровни. Одним из новшеств стали метасферы (англ. metasphere), которые могут превращать Экко в других существ. Трансформации зависят от уровня на котором находится метасфера, и позволяют превращаться в чайку, медузу, акулу, косяк рыб и дрона из Вортекса. Шкала здоровья, воздуха, глифы не претерпели изменений, остались апгрейды сонара: «песня атаки» и «песня смятения», которые стали доступны в начале игры.

## Сюжет игры

История продолжается с того места, где закончилась игра Ecco the Dolphin. Выясняется, что королева Вортекс не побеждена, она проследовала за Экко на Землю с целью основать новое гнездо.
Экко неожиданно теряет силы, данные ему Астеритом. Он встречает самку дельфина с необычайно длинными плавниками, по имени Треллия, которая является его потомком. Она прибыла с целью забрать Экко в своё время — далёкое будущее. Будущее Треллии — это рай для дельфинов. У дельфинов появились гелиевые мешочки, дающие им возможность летать, и телекинетические способности. Океан стал обладать собственным разумом, и потоки, образовавшиеся в небе (в Ecco: The Tides of Time их называют Небесными путями, а в Ecco the Dolphin: Defender of the Future — висящими водами), связали все водоёмы мира.
В будущем Экко встречает Астерита. Астерит говорит Экко, что что-то пошло не так. Когда Экко воспользовался машиной времени для того, чтобы спасти свою стаю, то разделил течение времени надвое. Одним вариантом будущего стала эта райская реальность. Вторым — мёртвый механический мир, опустошённый Вортексом. В этой реальности Астерит убит королевой (как он общается с Экко в этом мире, объясняется позже). После этого разговора Астерит отправляет Экко обратно в своё время.
По возвращении Экко приходится собирать Астерита заново, собирая сферы, из которых тот состоит. Последние две сферы были украдены дронами Вортекс и отправлены в будущее. Для того, чтобы победить королеву раз и навсегда, Экко необходимо вернуть их.
Воспользоваться машиной времени Атлантов не представляется возможным, так как она может отправлять только в прошлое. Проблема решается, когда Экко ловят дроны Вортекс, и забирают его в своё будущее. В этом будущем много машин похожих на те, что были в последних уровнях первой игры. Одним из таких уровней является «Гравитационный ящик» (англ. Gravitorbox), в котором гравитацией манипулируют необычными способами. В итоге Экко находит последние две сферы и после того, как босс, охраняющий их, побеждён, открывается портал во время Экко.
Астерит снова собран, и снова он даёт Экко силу, подобную силе в первой игре. Он также призывает всех соотечественников Экко принять участие в борьбе против Вортекс. Сам Экко берёт на себя королеву. Но она снова убегает, превращаясь в личинку и отправляется в Атлантиду, чтобы воспользоваться машиной времени Атлантов. Экко отправляется следом, дабы уничтожить машину. Попав в прошлое, королева находит существ, которых не может покорить, и потому жители Вортекса как вид интегрируются в экосистему Земли. Экко, вместо того, чтобы уничтожить машину, ныряет в неё вслед за королевой и бесследно исчезает в пучинах потока времени. В сюжетной линии планировалась третья игра, но она так и не вышла.

## Прототип игры
Прототип игры Ecco: The Tides of Time попал в Интернет. Очевидно эта версия была написана для апробации на EPROM в феврале 1994 года, и сама по себе являлась очень сырым продуктом (Эд Аннунзиата, создатель Экко, назвал её «пре-альфой»). Игра была лишь частично закончена, в ней было много символов-заменителей и тестовых уровней, так же как и множество ранее невиданных зон и свойств.